# Sielsowiet Misiewicze
Sielsowiet Misiewicze (biał. Місявіцкі сельсавет; ros. Мисевичский сельсовет) – sielsowiet na Białorusi, w obwodzie grodzieńskim, w rejonie werenowskim, z siedzibą w Misiewiczach.
Według spisu z 2009 sielsowiet Misiewicze zamieszkiwało 1443 osób, w tym 1232 Polaków (85,38%), 174 Białorusinów (12,06%), 18 Rosjan (1,25%), 7 Ukraińców (0,49%), 4 Litwinów (0,28%), 3 osoby innych narodowości i 5 osób, które nie podały żadnej narodowości.

## Miejscowości
- agromisteczko:
  - Misiewicze
- wsie:
  - Abramiszki
  - Brzozówka
  - Chutor Przewoża (Przewoża Stara)[a]
  - Dragucie
  - Gorańce
  - Gradowszczyzna
  - Jakubowce
  - Jodelowce
  - Katowicze
  - Kołomyckie
  - Kubielczyki
  - Kukle
  - Kurczowce
  - Mieszkały
  - Montuny
  - Nowosady
  - Padejki
  - Paszki
  - Piaskowce
  - Siewruki
  - Sławna
  - Smilginie
  - Stankieliszki
  - Trajgi
  - Wierzch-Wawiórka
  - Zaprudziany
  - Zarzeczany
  - Zieniewicze
- chutory:
  - Bobrowniki
  - Piotrówka